# Saltator similis
Saltator similis, popularmente conhecido como trinca-ferro-verdadeiro ou pixarro, é uma espécie de ave da família Thraupidae.
Mede cerda de 20 cm de comprimento. Pode ser encontrada nos seguintes países: Argentina, Bolívia, Brasil, Paraguai e Uruguai. No Brasil, está presente no Mato Grosso, Goiás e Bahia em direção sul até o Rio Grande do Sul, incluindo toda a Região Sudeste.
Seus habitats naturais são: florestas subtropicais ou tropicais húmidas de baixa altitude e florestas secundárias altamente degradadas. É comum em capoeiras, bordas de florestas (inclusive de galeria) e clareiras, tanto em regiões de baixadas como em montanhas.  Vive aos pares e canta com frequência, sendo fácil de observar, principalmente em árvores frutíferas.
Põe ovos lustrosos azul-esverdeados com uma coroa estreita de rabiscos e pontos pretos. O macho trás comida para a fêmea no ninho. Conhecido também como esteves (Bahia), tico-tico-guloso, bico-de-ferro, pixarro e trinca-ferro-de-asa-verde. Em Santa Catarina (região sul) é conhecido também como Papa-Banana.